# Acrolophus granulatella
Acrolophus granulatella är en fjärilsart som beskrevs av Walker 1863. Acrolophus granulatella ingår i släktet Acrolophus och familjen Acrolophidae. Inga underarter finns listade i Catalogue of Life.